# Vicente Guerrero, San Lucas Ojitlán
Vicente Guerrero är en ort i Mexiko.   Den ligger i kommunen San Lucas Ojitlán och delstaten Oaxaca, i den sydöstra delen av landet, 300 km sydost om huvudstaden Mexico City. Vicente Guerrero ligger 96 meter över havet och antalet invånare är 155.
Terrängen runt Vicente Guerrero är kuperad åt sydost, men åt nordväst är den platt. Runt Vicente Guerrero är det ganska glesbefolkat, med 40 invånare per kvadratkilometer. Närmaste större samhälle är San Lucas Ojitlán, 9,1 km väster om Vicente Guerrero. 